# مقاربة النظام الإيكولوجي

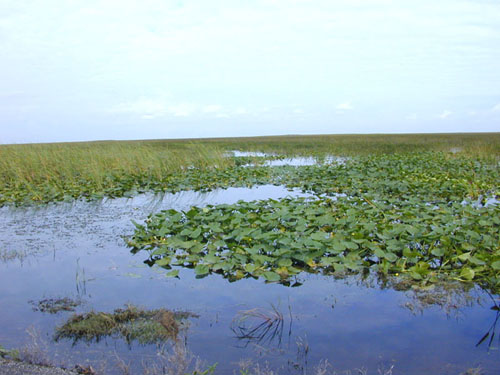

مقاربة النظام الإيكولوجي (بالإنجليزية: Ecosystem approach)، هو إطار مفاهيمي لحل قضايا النظام الإيكولوجي. الفكرة هي حماية وإدارة البيئة من خلال استخدام المنطق العلمي. تُساهم مقاربة النظام الإيكولوجي في الحفاظ على الأرض وسكانها من الضرر المحتمل أو الضرر الدائم للكوكب نفسه. يقوم مقاربة النظام الإيكولوجي بدمج البشر والاقتصاد والبيئة لحل أي مشكلة معينة. يساعد أيضًا على التوصل إلى توازن بين الأهداف الثلاثة؛  الحفظ؛ استخدام المستدام؛ والتقاسم العادل والمنصف للمنافع الناشئة عن استخدام الموارد الجينية. ظهرت الفكرة الأولية لنهج النظام الإيكولوجي خلال الاجتماع الثاني (نوفمبر 1995) في مؤتمر الأطراف (COP)، وكان الموضوع الرئيسي في تنفيذ وإطار اتفاقية التنوع البيولوجي (CBD)، شرح مقاربة النظام الإيكولوجي استخدام منهجيات متنوعة لحل القضايا المعقدة. 